# Carlismo (Brasil)
Carlismo designa o grupo formado no estado brasileiro da Bahia em torno inicialmente da liderança de Antônio Carlos Magalhães (1927-2007), que durante quatro décadas foi o político mais importante do estado e um dos mais influentes do Brasil.
Entre suas características está a defesa de uma tecnocracia na administração pública, apresentada como garantia de eficiência dos governos. Se inicialmente o carlismo caracterizava apenas a liderança de ACM, apoiada no clientelismo e no controle dos meios de comunicação através do coronelismo eletrônico, mais tarde o termo se tornou uma expressão do grupo político ligado a ele e, numa terceira concepção, um modo de fazer política, aliando modernização econômica e conservadorismo político.

## Histórico
Em seus últimos anos de vida, ACM perdeu parte do seu prestígio político e chegou a ter que rivalizar com o "soutismo", o grupo chefiado pelo governador Paulo Souto. Com a morte de ACM, o carlismo entrou em declínio. Além disso, os carlistas passaram a adotar um discurso mais moderado, até mesmo aproximando-se de rivais históricos, como o PT.
Em 2012, contudo, o deputado federal ACM Neto, principal herdeiro político do avô, mostrou a recuperação do grupo ao ser eleito prefeito de Salvador em segundo turno contra o petista Nelson Pelegrino. A sua gestão foi tão bem aprovada que conseguiu a reeleição em 2016 com 73,99% dos votos válidos ainda em primeiro turno. E mesmo após o fim do seu mandato, em 1.º de janeiro de 2021, manteve-se como uma figura muito influente no município, tendo em vista que seu vice, Bruno Reis foi eleito e reeleito prefeito da capital, em 2020 e em 2024, com apoio de ACM Neto.
Em 2022, ACM Neto foi candidato a governador da Bahia, e liderou a maioria das pesquisas no primeiro turno. Porém, a forte campanha do adversário Jerônimo Rodrigues (PT), que contou com o apoio de Lula, conseguiu derrotar o ex-prefeito da capital. Apesar da derrota eleitoral, a figura de ACM Neto cresceu muito no estado da Bahia, e mostrou que não perdeu força em Salvador, ao conquistar o voto de mais de 60% dos soteropolitanos. Pesquisas eleitorais de 2025, de pré-campanha, apontaram que o maior representante atual do carlismo era o favorito para vencer a disputa de 2026.

## Coronelismo eletrônico
O fenômeno do coronelismo eletrônico implica a intermediação de uma rede de relações entre instâncias locais e nacionais de forma clientelista, na qual o coronel angaria verbas públicas de publicidade governamental, aproveita da instalação de retransmissoras por Prefeituras Municipais, bem como da audiência e custos reduzidos com a afiliação à grande rede nacional e oferecendo capilaridade e apoio político (governamental) à mesma. Essa atuação é fruto de sua incapacidade em atender a lógica de mercado e competir com conteúdo qualificado e/ou distribuição eficaz. Essa precariedade econômica se dá no contexto de serviços ofertados por meio de novas tecnologias da informação e de comunicação e a reciprocidade de favores, na sociedade da informação. Ademais, o coronel não é necessariamente o radiodifusor, mas a figura que consegue atuar na chefia política, na coerção e arbitragem social; tampouco o coronelismo é idêntico ao mandonismo, clientelismo ou patrimonialismo.
Assim, considerando as comunicações brasileiras marcadas pelo sistema de "coronelismo eletrônico", constitui instrumento exemplificativo desse sistema o grupo midiático controlado por décadas pela família Magalhães, da qual fazem parte figuras da política baiana. Como exemplo tradutor desse sistema, a emissora é a cabeça de uma rede estadual afiliada a um grande grupo midiático nacional (isto é, TV Globo/Grupo Globo). Por meio da emissora e como liderança política, o político e empresário Antônio Carlos Magalhães (ACM) operou sua estratégia de conservar a si e sua família dentro da elite política, dominando espaços de debate público e controlando o acesso à informação pelo eleitorado, como também promovendo imagens positivas de seus integrantes e aliados e ataque a adversários. Por consequência, isso compromete o exercício da cidadania e fragiliza a democracia.
De forma mais específica, durante sua história, houve reclamações diversas de utilização política da TV Bahia e do grupo midiático do qual faz parte para dar visibilidade midiática e força eleitoral. Em 1993, a TV Bahia se envolveu em novas controvérsias devido à relação familiar de parte de seus acionistas com Antônio Carlos Magalhães. Durante o mandato da prefeita de Salvador Lídice da Mata, opositora a ACM, a emissora foi alvo de críticas por parte da gestão municipal devido à exibição de reportagens sobre os problemas da administração da capital baiana. Segundo as acusações da prefeita, a cobertura dos problemas da cidade estaria sendo feita com o intuito de beneficiar o grupo político do governador na eleição municipal de 1996. A assessoria de imprensa da Prefeitura de Salvador afirmou que naquele ano, 600 matérias negativas relativas à gestão de Lídice foram exibidas nos telejornais da estação.
Em 2001, TV Bahia se recusou a cobrir a Passeata de 16 de maio e transmitir as imagens à Rede Globo, da qual é afiliada. A passeata foi um protesto estudantil realizado na dentro da Universidade Federal da Bahia (isto é, área sob jurisdição federal) que demandava a cassação do então senador ACM e foi alvo de violência pela Polícia Militar da Bahia (órgão estadual). Esse episódio de recusa foi informado durante o telejornal Jornal Nacional, da Globo, e, então, circularam na imprensa informações de que o canal perderia sua afiliação com a rede carioca devido a uma suposta desestabilização na relação entre os grupos. A movimentação, no entanto, foi negada pela Globo, que ratificou ter boa relação com a Rede Bahia e renovou o contrato com o grupo baiano em 21 de junho.
Durante as eleições municipais de 2012, em 21 de julho, foi anunciado que o então candidato a prefeito de Salvador, Nelson Pelegrino, entraria com uma ação contra a TV Bahia, acusando-a de beneficiar o também candidato da época, ACM Neto, em reportagem que falava a respeito do quinto aniversário de morte do senador Antônio Carlos Magalhães, exibida na edição do dia anterior do telejornal Bahia Meio Dia, pelo fato do mesmo ter sido entrevistado e participado da matéria. Em 3 de agosto, no entanto, a Justiça Eleitoral julgou a acusação como improcedente. Segundo a juíza da 18.ª Zona Eleitoral, Ângela Bacellar Batista, não ocorreu quebra de isonomia, já que o então candidato Mário Kertész, que disputava o mesmo cargo eletivo, também foi entrevistado e participou da reportagem.